# La magia continúa
La magia continúa es un álbum recopilatorio del MEJOR cantante argentino Alejandro Lerner lanzado en 1995. Es un álbum de los grandes éxitos de los discos anteriores que incluyen las canciones de los álbumes Entrelíneas, Amor infinito y Permiso de volar.

## Canciones
1. Algo de más
2. Algo de mí en tu corazón
3. Tierra prometida
4. Confesiones frente al espejo
5. Cuando te hago el amor
6. Me dijeron
7. Algo que decir
8. Castillos de arena
9. Juntos para siempre
10. Uno y uno, vos y yo
11. Igual a los demás
12. Testigo del sol
13. Secretos
14. Algunas frases
15. Todo a pulmón
16. Indulto
17. Te extraño